# Max Lauritsch
Max Lauritsch (* 1917 in Gratschach; † 6. November 2009 in Villach) war ein österreichischer Politiker (SPÖ). Von 1968 bis 1973 war er Bürgermeister der Gemeinde Landskron und von 1976 bis 1984 Erster Vizebürgermeister der Stadt Villach.

## Biographie
Lauritsch wurde 1917 in der zur damals eigenständigen Gemeinde Landskron gehörenden Ortschaft Gratschach geboren. Er erlernte das Handwerk eines Installateurs und schloss seine Ausbildung mit der Meisterprüfung ab. Nach der Rückkehr aus dem Kriegsdienst im Zweiten Weltkrieg begann er seine kommunalpolitische Tätigkeit 1954 als Mandatar im Gemeinderat von Landskron.
Im Jahr 1964 wurde Lauritsch zum Ersten Vizebürgermeister Landskrons und 1968, nach dem Tod des Bürgermeisters Hans Melcher, dessen Nachfolger. Er bekleidete das Amt bis zur Eingliederung der Gemeinde in die Stadt Villach im Jahr 1973, in deren Kommunalpolitik er damit wechselte. Vom 12. April 1973 bis zum 20. Jänner 1976 bekleidete er dort das Amt des Zweiten Vizebürgermeisters, dann bis zum 6. Juni 1984 jenes des Ersten Vizebürgermeisters unter Jakob Mörtl und Leopold Hrazdil. Mit diesem Tag schied er aus der Politik aus, blieb jedoch als Gewerkschaftsvertreter und Funktionär in verschiedenen Sport- und Kulturvereinen sowie zuletzt bis 2000 als Bezirksobmann des Pensionistenverbandes aktiv. Der stellvertretende Landeshauptmann Reinhart Rohr lobte Lauritsch anlässlich seines Todes als einen „Mann von Format“ sowie einen der „am meisten engagierten und treuesten Anhänger der Sozialdemokratie“ und hob dessen Tatendrang und Direktheit hervor. Heute trägt eine Straße in seinem Heimatort Gratschach Lauritschs Namen.